# Filippo Tenti
Filippo Tenti (* 1. prosince 1985 Milán) je italský průzkumník a vedoucí televizního pořadu Expedice Overland. Expedice Overland se účastní již od roku 1995, kdy mu bylo 10 let. V roce 2010 se stal ředitelem studia Overland a v roce 2013 se stal velitelem expedice Overland. Byl hostem i některých dalších italských televizních pořadů.